# دبیرستان آبرن
دبیرستان آبرن (به انگلیسی: Auburn High School) یک دبیرستان دولتی در شهر اوبرن، آلاباما، ایالات متحده آمریکا است که در سال ۱۸۳۷ تأسیس شده‌است.
این دبیرستان قدیمی‌ترین دبیرستان دوره دوم در آلاباما و پنجمین دبیرستان قدیمی در ایالات‌های جنوبی آمریکا است.